# アグスティン・ロヘル
- アグスティン・ロジェル

アグスティン・マクシミリアーノ・ロヘル・パイタ（Agustín Maximiliano Rogel Paita  ,  1997年10月17日 - ）は、ウルグアイ・モンテビデオ県モンテビデオ出身のプロサッカー選手。ドイツ・ブンデスリーガのヘルタ・ベルリンに所属している。ポジションはDF。メディアによっては『アグスティン・ロジェル』と表記されることもある。

## 来歴
国内リーグの2015-16シーズンにトップチームに昇格し、2016年3月15日のコパ・リベルタドーレスのスリアFC戦でプロデビュー。その後2017年シーズンに国内リーグデビュー。2018年8月30日にロシアサッカー・プレミアリーグのクリリヤ・ソヴェトフ・サマーラと4年契約を締結。
2019年7月19日、リーグ・アンのトゥールーズFCと4年契約を締結した。
2022年1月17日、ロヘルはエストゥディアンテス・デ・ラ・プラタに1年間の契約で復帰した。 2022年8月31日、ロヘルはブンデスリーガのクラブヘルタBSCと2026年6月までの4年契約を結んだ。 2024年8月7日、彼はブラジルのSCインテルナシオナルへ2025年半ばまでのレンタル移籍をした。

## 代表経歴
2016年からU-20のウルグアイ代表でプレーし、2017年の南米ユース選手権で優勝。同年に韓国で開催された2017 FIFA U-20ワールドカップにも出場し、3位入賞に貢献した。
2022年9月、親善試合2試合に臨むウルグアイA代表に初招集され、9月23日のイラン代表戦にてA代表デビューを飾った。